# Dvorec Gutenbuchel
Dvorec Gutenbuchel (tudi Gutenbüchel ali Gutenpihl), poznan tudi pod imenom Marovška graščina, stoji na položni vzpetini sredi parka v Ravnah pri Šoštanju.

## Zgodovina
Znan je že od 16. stoletja, nastal je kot pravni naslednik gradu Forhtenek. Svoj razvoj je dosegel šele z opustitvijo gradu sredi 17. stoletja, vendar bi naj po pripovedih stal že v času grofov Celjskih, a je pogorel. Lastniki dvora Gutenbuchel so se zelo hitro menjavali, prvi lastnik je Karel Hohenwart leta 1489. Leta 1575 je bil lastnik dvorca Baltazar Wagen, ki je imel v lasti tudi velenjski grad, nato pa ga je dobil Erazem Raumschüssel ter ga leta 1614 prodal Maksimilijanu Heriču s Pakenštajna. V letu 1637 je bil lastnik graščak Matija Plapart. Od leta 1651 do 1741 so bile Ravne v lasti grofov Hohenwartov, potem jih je za doto dobil baron Johann Ferdinand Lang. Med nadaljnjimi lastniki so še baron Franc Ksaverij Gallenstein, ki je kupil Ravne pri Šoštanju leta 1764. Od leta 1798 do 1804 je bil lastnik Valentin Schildenfeld, nato Franc Ksaverij Lininger, od leta 1824 Gregor Perger in od leta 1855 družina Posevnik. Leta 1906 je dvorec kupil baron Haebler, nato v letu 1921 baron Josip Plemelj. Leta 1925 je graščino kupil znan in vplivni šoštanjski industrialec Woschnagg oz. Vošnjak za 1,25 milijona dinarjev ali 5,5 milijona kron. Takrat je imel v lasti tudi zemljišča na Goricah, v Metlečah, Kopčniku, Podhojah, Ravnah, Šoštanju, Lokovici, Družmirju. Novi lastniki so stavbo leta 1931 temeljito prezidali in ji dali današnjo podobo.

### Preureditev dvorca leta 1931
Po požaru ob koncu 17. stol. so ga temeljito prezidali, tako daje že v Vischerjevi topografiji iz leta 1681 upodobljena kot preprosta enonadstropna stavba pravokotnega tlorisa brez vsakih fortifikacijskih sestavin. Dvorec sta leta 1931 Franz in Marianna Vošnjak zunaj in znotraj preuredila in posodobila. Graščina je imela lastno vodno elektrarno, steklenjak, bazen in park, posejan s številnimi eksotičnimi rastlinami. Oblikovala ga je Marianna Woschnagg, diplomantka visoke šole za umetnost. Oblikovan je v treh terasah v smeri od severa proti jugu in ga povezuje mogočno stopnišče. Pred dvorcem na nižji terasi je postavljena fontana, ki jo krasi deček z labodom in jo obkrožajo štirje grifoni oz. krilati levi, izdelani iz kositra postavljeni na piedestale. V notranjosti so še vedno imenitno opremljeni prostori z dragocenimi parketi, lesenimi zidanimi oblogami in lepim intarziranim pohištvom. Izhodišče za datacijo opreme je letnica 1926 z inicialkama MW na stropnem tramu v gosposki sobi prvega nadstropja.
Sedanja zasnova stavbe je nekoliko razširjena, saj ima graščina na vzhodni strani neoromantičen stolp, na zahodu pa polkrožno sklenjen prizidek. Fasada je bila nekoč okrašena drugače kot danes, imela je stolpič s koničasto streho, vhod pa je bil sredi glavne fasade, organsko navezan na os parka in zunanjih stopnišč, ne umaknjen stransko pod stolpič kot sedaj. Bržčas je imel dvorec na sredini prostorno vežo, kjer je zdaj jedilnica. Okna so bila le v pritličju in nadstropju. Po prenovi leta 1931 stavba dobi stolpič na desni strani pod katerim je vhod v stavbo in se z razgibanim trikotnim čelom, v katerem je okno, poudari sredinska os. Prav tako so nadstropja po vsej širini dvora ločena s profiliranimi robovi. Danes ima dvorec podobno obliko, le da je kapa stolpa baročna in trikotno čelo pravilen trikotnik. Osrednja os je poudarjena tudi na zadnji strani. Za dvorcem je manjše gospodarsko poslopje s pravokotnim tlorisom, ki se ujema z arhitekturnim slogom graščine.

## Funkcija dvorca danes
Vošnjaki so bili lastniki dvorca do leta 1945, nato je bil podržavljen. V letu 2006 so ga razglasili za kulturni spomenik Občine Šoštanj. Od leta 1963 do leta 2013 je bil v dvorcu Oddelek Psihiatrične bolnišnice Vojnik. Po nekaj letih pozabljenosti in zapuščenosti dvorca, se je ta ponovno odprl decembra 2015 po prenovi, ki jo je vodila Mateja Kumer. Istega leta je bila v njem organizirana adventna razstava in nato še velikonočna razstava. Razstavi zdaj potekata vsako leto.